# ترتيب معركة حملة تحرير الكويت
هذه المقالة تتناول ترتيب المعارك في حملة تحرير الكويت أثناء حرب الخليج بين قوات التحالف والقوات المسلحة العراقية في الفترة من 24 إلى 28 فبراير 1991. الترتيب المذكور للقوات هو من الغرب إلى الشرق. لا تتضمن هذه القائمة الوحدات العراقية التي لم تكن ضمن مسرح العمليات في الكويت. بعض الفرق العراقية لم تُحدد من قبل استخبارات وزارة الدفاع الأمريكية، كما أن عدداً من تفاصيل ترتيب المعركة العراقي محل خلاف بين المصادر الموثوقة المختلفة.

تحركات القوات البرية في الفترة من 24 إلى 28 فبراير 1991 أثناء عملية عاصفة الصحراء.

## الجيش الأمريكي المركزي / الجيش الثالث الأمريكي
الفريق أول جون جي. يوسوك

### فيلق الثامن عشر المحمول جوا
الفريق أول غاري إي. لوك
شعبة أيل الشادن (إعادة هيكلة الفرقة المدرعة الخفيفة السادسة الفرنسية)
اللواء برنار جانفييه
- الفوج السادس لقيادة والدعم
- الفوج الأول للمظليين مشاة البحرية
- الفوج الثاني لمشاة البحرية
- الفوج السادس الأجنبي للهندسة

المجموعة الشرقية (Groupement Est)
- الفوج الرابع من التنانين (دبابات AMX-30)
- الفوج الثالث لمشاة البحرية (مركبات VAB)
- الفوج الثالث للطائرات المروحية القتالية
- كتيبتان مدفعية من لواء المدفعية الميداني الثامن عشر (مدافع M198)

المجموعة الغربية (Groupement Ouest)
- الفوج الأول الأجنبي للفرسان (AMX 10 RC)
- الفوج الأول من السباهيين (AMX 10 RC)
- الفوج الثاني الأجنبي للمشاة (VAB)
- الفوج الحادي عشر لمدفعية البحرية (مدافع TRF1)
- الفوج الأول للطائرات المروحية القتالية
- كتيبة مدفعية واحدة من لواء المدفعية الميداني الثامن عشر (M198)

### اللواء الثاني، الفرقة 82 المحمولة جوا
- الكتيبة الأولى، فوج المشاة 325 (محمول جوا)
- الكتيبة الثانية، فوج المشاة 325 (محمول جوا)
- الكتيبة الرابعة، فوج المشاة 325 (محمول جوا)
- الكتيبة الثانية، فوج المدفعية الميدانية 319 (محمول جوا) (عيار 105 ملم)

### الفرقة 82 المحمولة جوا
اللواء جيمس هـ. جونسون جونيور
اللواء الأول
- الكتيبة الأولى، فوج المشاة 504 (محمول جوا)
- الكتيبة الثانية، فوج المشاة 504 (محمول جوا)
- الكتيبة الثالثة، فوج المشاة 504 (محمول جوا)
- الكتيبة الثالثة، فوج المدفعية الميدانية 319 (محمول جوا) (105 ملم)

اللواء الثاني (ملحق إلى فرقة داغيه)
اللواء الثالث
- الكتيبة الأولى، فوج المشاة 505 (محمول جوا)
- الكتيبة الثانية، فوج المشاة 505 (محمول جوا)
- الكتيبة الثالثة، فوج المشاة 505 (محمول جوا)
- الكتيبة الأولى، فوج المدفعية الميدانية 319 (محمول جوا) (105 ملم)

### الفرقة 101 المحمولة جوا(اقتحام جوي)
اللواء ج. ه. بينفورد بيي الثالث
اللواء الأول
- الكتيبة الأولى، فوج المشاة 327 (اقتحام جوي)
- الكتيبة الثانية، فوج المشاة 327 (اقتحام جوي)
- الكتيبة الثالثة، فوج المشاة 327 (اقتحام جوي)، أرسلت إلى اللواء الثاني في 27 فبراير 1991
- الكتيبة الثانية، فوج المدفعية الميدانية 320 (اقتحام جوي) (105 ملم)

اللواء الثاني
- الكتيبة الأولى، فوج المشاة 502 (اقتحام جوي)، مع اللواء الأول حتى 27 فبراير 1991
- الكتيبة الثالثة، فوج المشاة 502 (اقتحام جوي)
- الكتيبة الأولى، فوج المدفعية الميدانية 320 (اقتحام جوي) (105 ملم)

اللواء الثالث
- الكتيبة الأولى، فوج المشاة 187 (اقتحام جوي)
- الكتيبة الثانية، فوج المشاة 187 (اقتحام جوي)
- الكتيبة الثالثة، فوج المشاة 187 (اقتحام جوي)
- الكتيبة الثالثة، فوج المدفعية الميدانية 320 (اقتحام جوي) (105 ملم)

### الفرقة 24 مشاة (ميكانيكية)
اللواء باري مكافري
اللواء الأول
- الكتيبة الرابعة، فوج المدرعات 64

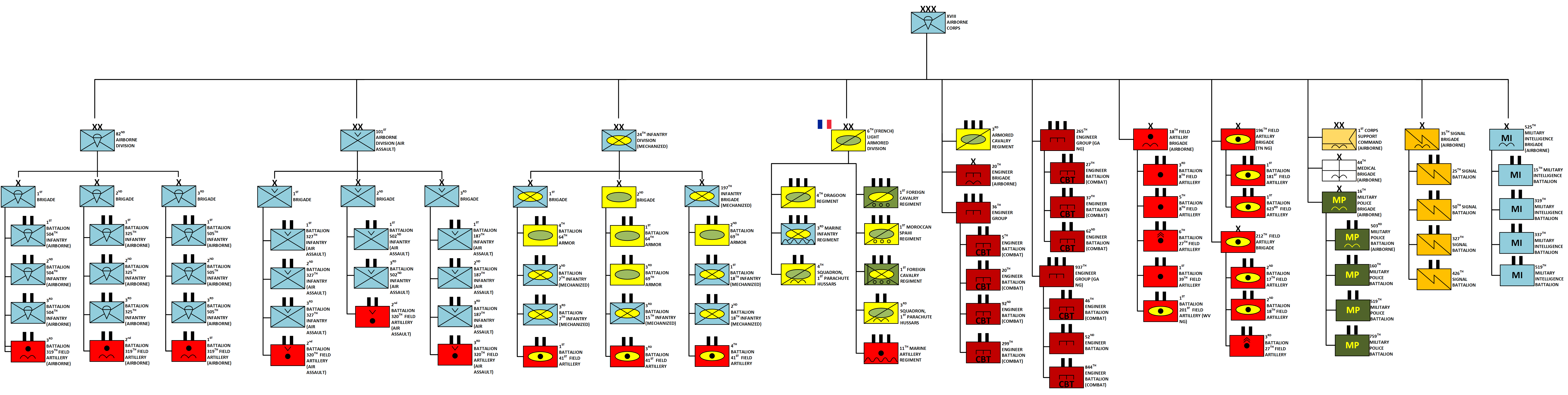
ترتيب معركة الفيلق الثامن عشر المحمول جواً أثناء عملية عاصفة الصحراء

- الكتيبة الثانية، فوج المشاة 7 (ميكانيكية)
- الكتيبة الثالثة، فوج المشاة 7 (ميكانيكية)
- الكتيبة الأولى، فوج المدفعية الميدانية 41 (155 ملم ذاتية الحركة)

اللواء الثاني
- الكتيبة الأولى، فوج المدرعات 64
- الكتيبة الثالثة، فوج المدرعات 69
- الكتيبة الثالثة، فوج المشاة 15 (ميكانيكية)
- الكتيبة الثالثة، فوج المدفعية الميدانية 41 (155 ملم ذاتية الحركة)

اللواء 197 مشاة (ميكانيكية)، يعمل كلواء ثالث
- الكتيبة الثانية، فوج المدرعات 69
- الكتيبة الأولى، فوج المشاة 18 (ميكانيكية)
- الكتيبة الثانية، فوج المشاة 18 (ميكانيكية)
- الكتيبة الرابعة، فوج المدفعية الميدانية 41 (155 ملم ذاتية الحركة)

#### أصول الفيلق
الفوج الثالث المدرع للاستطلاع، العقيد دوغلاس ستار
- السرب الأول (استطلاع مدرع) "تايغر"، الفوج الثالث المدرع للاستطلاع
- السرب الثاني (استطلاع مدرع) "سابر"، الفوج الثالث المدرع للاستطلاع
- السرب الثالث (استطلاع مدرع) "ثاندر"، الفوج الثالث المدرع للاستطلاع
- السرب الرابع (استطلاع جوي) "لونغ نايف"، الفوج الثالث المدرع للاستطلاع

اللواء العشرون للهندسة (محمول جوا)
المجموعة السادسة والثلاثون للهندسة، دعمت فرقة المشاة الرابعة والعشرين
- الكتيبة الخامسة للهندسة (قتالية)
- الكتيبة العشرون للهندسة (قتالية)
- الكتيبة الثانية والتسعون للهندسة (قتالية ثقيلة)
- الكتيبة المئتان والتسعة والتسعون للهندسة (قتالية)

المجموعة المئتان والخامسة والستون للهندسة، حرس جيش جورجيا، دعمت فرقة المشاة الرابعة والعشرين
- الكتيبة السابعة والعشرون للهندسة (قتالية)(محمولة جوا)
- الكتيبة السابعة والثلاثون للهندسة (قتالية)(محمولة جوا)
- الكتيبة الثانية والستون للهندسة (قتالية ثقيلة)

المجموعة السابعة والثلاثون بعد التسعمائة للهندسة، دعمت الفرقة المدرعة الخفيفة السادسة
- الكتيبة السادسة والأربعون للهندسة (قتالية ثقيلة)
- الكتيبة الثانية والخمسون للهندسة
- الكتيبة الرابعة والأربعون بعد الثمانمائة للهندسة (قتالية ثقيلة)

اللواء الثامن عشر للمدفعية الميدانية (محمول جوا)
- الكتيبة الثالثة، الفوج الثامن للمدفعية الميدانية (عيار 155 ملم مجرور)
- الكتيبة الخامسة، الفوج الثامن للمدفعية الميدانية (عيار 155 ملم مجرور)
- الكتيبة السادسة، الفوج السابع والعشرون للمدفعية الميدانية (راجمات صواريخ متعددة)
- الكتيبة الأولى، الفوج التاسع والثلاثون للمدفعية الميدانية (عيار 155 ملم مجرور) (محمول جوا)
- الكتيبة الأولى، الفوج المئتان والأول للمدفعية الميدانية (عيار 155 ملم ذاتي الحركة)، حرس جيش فرجينيا الغربية

اللواء المئة والسادس والتسعون للمدفعية الميدانية، حرس جيش تينيسي
- الكتيبة الأولى، الفوج المئة والحادي والثمانون للمدفعية الميدانية (عيار 203 ملم ذاتي الحركة)، حرس جيش تينيسي
- الكتيبة الأولى، الفوج السادس والعشرون بعد الستمائة للمدفعية الميدانية (عيار 203 ملم ذاتي الحركة)، حرس جيش كنتاكي

اللواء المئتان والثاني عشر للمدفعية الميدانية، دعم فرقة المشاة الرابعة والعشرين
- الكتيبة الثانية، الفوج السابع عشر للمدفعية الميدانية (عيار 155 ملم ذاتي الحركة)
- الكتيبة الثانية، الفوج الثامن عشر للمدفعية الميدانية (عيار 203 ملم ذاتي الحركة)
- الكتيبة الثالثة، الفوج السابع والعشرون للمدفعية الميدانية (راجمات صواريخ متعددة)

قيادة الدعم الفيلقي الأولى (محمولة جوا)
- المجموعة السادسة والأربعون لدعم الفيلق (محمولة جوا)
- المجموعة المئة والحادية للدعم الفيلقي
- المجموعة المئة والحادية والسبعون لدعم الفيلق، احتياط جيش الولايات المتحدة
- المجموعة الخامسة بعد الخمسمائة لدعم الفيلق

اللواء الرابع والأربعون الطبي (محمول جوا)
المجموعة الطبية الأولى
- المستشفى الجراحي المتنقل الثاني للجيش
- المستشفى الجراحي المتنقل الخامس للجيش
- المستشفى الجراحي المتنقل العاشر للجيش
- مستشفى الدعم القتالي الثامن والعشرون
- مستشفى الدعم القتالي الحادي والأربعون
- مستشفى الدعم القتالي السادس والأربعون
- مستشفى الدعم القتالي السابع والأربعون
- مستشفى الدعم القتالي السادس والستون
- المجموعة الطبية الثانية والستون
- مستشفى الإخلاء الخامس عشر
- مستشفى الإخلاء الرابع والأربعون، احتياط جيش الولايات المتحدة
- مستشفى الإخلاء السادس والثمانون
- مستشفى الإخلاء الثالث والتسعون
- مستشفى الإخلاء المئة والتاسع، حرس جيش ألاباما

اللواء السادس عشر للشرطة العسكرية (محمول جوا)
- الكتيبة المئة والستون للشرطة العسكرية
- الكتيبة الخامسة بعد الخمسمائة والثالثة للشرطة العسكرية (محمولة جوا)
- الكتيبة الخامسة بعد الخمسمائة والتاسعة عشر للشرطة العسكرية
- الكتيبة السابعة بعد الخمسمائة والتاسعة والخمسون للشرطة العسكرية

اللواء الخامس والثلاثون للإشارة (محمول جوا)
- الكتيبة الخامسة والعشرون للإشارة
- الكتيبة الخمسون للإشارة
- الكتيبة الثالثة والعشرون بعد الثلاثمائة للإشارة
- الكتيبة السادسة والعشرون بعد الأربعمائة للإشارة

اللواء الخامس والعشرون بعد الخمسمائة للاستخبارات العسكرية (محمول جوا)
- الكتيبة الخامسة عشرة للاستخبارات العسكرية
- الكتيبة التاسعة عشر بعد الثلاثمائة للاستخبارات العسكرية
- الكتيبة السابعة والثلاثون بعد الثلاثمائة للاستخبارات العسكرية
- الكتيبة الخامسة بعد الخمسمائة والتاسعة عشر للاستخبارات العسكرية

### الفيلق السابع
الفريق أول فريدريك إم. فرانكس الابن
الفرقة المدرعة الأولى
اللواء رونالد إتش غريفيث
اللواء الثالث، الفرقة الثالثة مشاة آلية، يعمل كلواء أول
- الكتيبة الرابعة، فوج الدبابات 66
- الكتيبة الأولى، فوج المشاة السابع (آلي)
- الكتيبة الرابعة، فوج المشاة السابع (آلي)
- الكتيبة الثانية، فوج المدفعية الميدانية 41 (مدفعية ذاتية الحركة 155 ملم)

اللواء الثاني
- الكتيبة الأولى، فوج الدبابات 35
- الكتيبة الثانية، فوج الدبابات 70
- الكتيبة الرابعة، فوج الدبابات 70
- الكتيبة السادسة، فوج المشاة السادس (آلي)
- الكتيبة الثانية، فوج المدفعية الميدانية الأول (مدفعية ذاتية الحركة 155 ملم)

اللواء الثالث
- الكتيبة الثالثة، فوج الدبابات 35
- الكتيبة الأولى، فوج الدبابات 37
- الكتيبة السابعة، فوج المشاة السادس (آلي)
- الكتيبة الثالثة، فوج المدفعية الميدانية الأول (مدفعية ذاتية الحركة 155 ملم)

الفرقة المدرعة الثالثة
اللواء بول إي. فونك
اللواء الأول
- الكتيبة الرابعة، فوج الدبابات 32
- الكتيبة الرابعة، فوج الدبابات 34
- الكتيبة الثالثة، فوج الفرسان الخامس (آلي)
- الكتيبة الخامسة، فوج الفرسان الخامس (آلي)
- الكتيبة الثالثة، فوج المدفعية الميدانية الأول (مدفعية ذاتية الحركة 155 ملم)

اللواء الثاني
- الكتيبة الرابعة، فوج المشاة 18 (آلي)
- الكتيبة الثالثة، فوج الفرسان الثامن (مدرع)
- الكتيبة الرابعة، فوج الفرسان الثامن (مدرع)
- الكتيبة الرابعة، فوج المدفعية الميدانية 82 (مدفعية ذاتية الحركة 155 ملم)

اللواء الثالث
- الكتيبة الخامسة، فوج المشاة 18 (آلي)
- الكتيبة الثانية، فوج الدبابات 67
- الكتيبة الرابعة، فوج الدبابات 67
- الكتيبة الثانية، فوج المدفعية الميدانية 82 (مدفعية ذاتية الحركة 155 ملم)

الفرقة الأولى مشاة آلية
اللواء توماس رهيم
اللواء الأول
- الكتيبة الخامسة، فوج المشاة 16 (آلي)
- الكتيبة الأولى، فوج الدبابات 34
- الكتيبة الثانية، فوج الدبابات 34
- الكتيبة الأولى، فوج المدفعية الميدانية الخامس (مدفعية ذاتية الحركة 155 ملم)

اللواء الثاني
- الكتيبة الثانية، فوج المشاة 16 (آلي)
- الكتيبة الثالثة، فوج الدبابات 37
- الكتيبة الرابعة، فوج الدبابات 37
- الكتيبة الرابعة، فوج المدفعية الميدانية الخامس (مدفعية ذاتية الحركة 155 ملم)

اللواء الثالث، الفرقة الثانية مدرعة، يعمل كلواء ثالث
- الكتيبة الأولى، فوج المشاة 41 (آلي)
- الكتيبة الثانية، فوج الدبابات 66
- الكتيبة الثالثة، فوج الدبابات 66
- الكتيبة الرابعة، فوج المدفعية الميدانية الثالث (مدفعية ذاتية الحركة 155 ملم)

الفرقة الأولى مدرعة (الجيش البريطاني)
اللواء روبرت سميث
اللواء الرابع مدرع، العميد كريستوفر هامربيك
- فوج الحصان الملكي 14/20 وسرب من حرس الحياة (دبابات تشالنجر 1)
- الكتيبة الأولى، الفوج الملكي الأسكتلندي (مركبات ووريور)
- الكتيبة الثالثة، الفوج الملكي للفيوزيلييرز (مركبات ووريور)
- الفوج الميداني الثاني، المدفعية الملكية (مدفعية ذاتية الحركة 155 ملم)
- فوج المهندسين 23 (AVRE)

اللواء السابع مدرع، العميد باتريك كوردينغلي
- فرسان دراغون الملكيين الأسكتلنديين ووحدات من لانسرز 17/21 (دبابات تشالنجر)
- فرسان الملكة الأيرلنديين الملكيين (دبابات تشالنجر)
- الكتيبة الأولى، فوج ستافوردشاير (مركبات ووريور)
- الفوج الميداني 40، المدفعية الملكية (مدفعية ذاتية الحركة 155 ملم)
- فوج المهندسين 21 (AVRE)

وحدة الاستطلاع المدرع للقسم
- لانسرز الملكيين 16/5 وسرب من فرسان الملكة دراغون (سكيميتار/سبارتان/سترايكر)

مجموعة المدفعية للقسم
- الفوج الثقيل 32، المدفعية الملكية (مدفعية ذاتية الحركة 203 ملم)
- الفوج الثقيل 39، المدفعية الملكية (راجمة صواريخ)
- الفوج الميداني 26، المدفعية الملكية (مدفعية ذاتية الحركة 155 ملم)
- الفوج الثاني عشر دفاع جوي، المدفعية الملكية (صواريخ رابير)

الفرقة الأولى فرسان، بدون اللواء الثالث
اللواء جون هـ. تيللي الابن
اللواء الأول
- الكتيبة الثالثة، فوج الدبابات 32
- الكتيبة الثانية، فوج الفرسان الثامن (مدرع)
- الكتيبة الثانية، فوج الفرسان الخامس (آلي)
- الكتيبة الأولى، فوج المدفعية الميدانية 82 (مدفعية ذاتية الحركة 155 ملم)

اللواء الثاني
- الكتيبة الأولى، فوج الدبابات 32
- الكتيبة الأولى، فوج الفرسان الخامس (آلي)
- الكتيبة الأولى، فوج الفرسان الثامن (مدرع)
- الكتيبة الثالثة، فوج المدفعية الميدانية 82 (مدفعية ذاتية الحركة 155 ملم)

أصول الفيلق
الوحدات القتالية والمدرعة
- فوج الفرسان المدرع الثاني

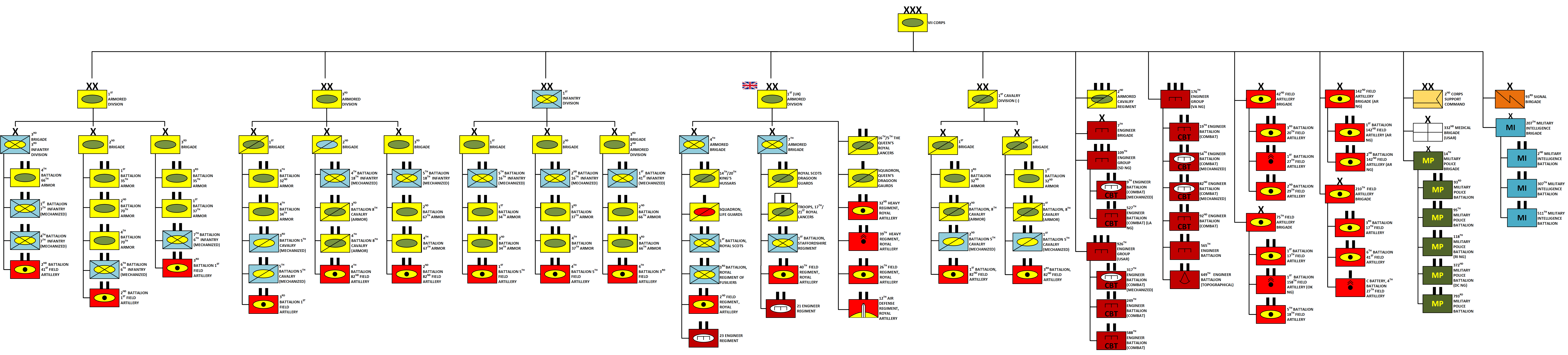
رسم بياني لترتيب المعركة يظهر الفيلق السابع للجيش الأمريكي أثناء عملية عاصفة الصحراء

وحدات الهندسة القتالية والدعم الهندسي
- اللواء السابع مهندسين
- مجموعة المهندسين 109 الحرس الوطني لولاية ساوث داكوتا، دعم فيلق الجيش السابع[11]
- كتيبة المهندسين التاسعة (قتالية) (ميكانيكية)
- كتيبة المهندسين 527 (قتالية ثقيلة) الحرس الوطني لولاية لويزيانا
- مجموعة المهندسين 176 الحرس الوطني لولاية فيرجينيا، دعم الفرقة الأولى مشاة
- كتيبة المهندسين 19 (قتالية للفيلق)
- كتيبة المهندسين 54 (قتالية) (ميكانيكية)
- كتيبة المهندسين 82 (قتالية) (ميكانيكية)
- كتيبة المهندسين 92 (قتالية ثقيلة)
- كتيبة المهندسين 565
- كتيبة المهندسين 649 (طبوغرافية)
- مجموعة المهندسين 926 احتياط الجيش الأمريكي، دعم الفرقة الأولى مدرعة
- كتيبة المهندسين 249 (قتالية ثقيلة)
- كتيبة المهندسين 317 (قتالية) (ميكانيكية)
- كتيبة المهندسين 588 (قتالية للفيلق)

مدفعية الميدان
اللواء 42 مدفعية ميدان، دعم الفرقة الأولى مشاة، الفرقة الثالثة مدرعة
- الكتيبة الثالثة، فوج المدفعية الميدانية 20 (ذاتية الدفع 155 ملم)
- الكتيبة الأولى، فوج المدفعية الميدانية 27 (راجمة صواريخ)
- الكتيبة الثانية، فوج المدفعية الميدانية 29 (ذاتية الدفع 155 ملم)

اللواء 75 مدفعية ميدان، دعم الفرقة الأولى مشاة، الفرقة الأولى مدرعة
- الكتيبة الأولى، فوج المدفعية الميدانية 17 (ذاتية الدفع 155 ملم)
- الكتيبة الخامسة، فوج المدفعية الميدانية 18 (ذاتية الدفع 203 ملم)
- الكتيبة الأولى، فوج المدفعية الميدانية 158 (راجمة صواريخ) الحرس الوطني لولاية أوكلاهوما

اللواء 142 مدفعية ميدان الحرس الوطني لولاية أركنساس، دعم الفرقة الأولى مشاة، الفرقة المدرعة البريطانية الأولى
- الكتيبة الأولى، فوج المدفعية الميدانية 142 (ذاتية الدفع 203 ملم)
- الكتيبة الثانية، فوج المدفعية الميدانية 142 (ذاتية الدفع 203 ملم)

اللواء 210 مدفعية ميدان، دعم فوج الفرسان المدرع الثاني، الفرقة الأولى مشاة
- الكتيبة الثالثة، فوج المدفعية الميدانية 17 (ذاتية الدفع 155 ملم)
- الكتيبة السادسة، فوج المدفعية الميدانية 41 (ذاتية الدفع 155 ملم)
- بطارية سي، الكتيبة الرابعة، فوج المدفعية الميدانية 27 (راجمة صواريخ)

الدعم اللوجستي للفيلق
- قيادة دعم الفيلق الثاني[12]
- مجموعة دعم الفيلق السابع
  - الكتيبة السادسة نقل
  - الكتيبة 71 صيانة
  - الكتيبة 87 صيانة
  - الكتيبة 213 دعم
- مجموعة دعم الفيلق 16
  - الكتيبة الرابعة نقل
  - الكتيبة 101 ذخيرة
  - الكتيبة 13 دعم
  - الكتيبة 300 خدمة ودعم
- مجموعة دعم الفيلق 30 الحرس الوطني لولاية نورث كارولينا
  - الكتيبة 136 تموين
  - الكتيبة 690 صيانة
- مجموعة دعم الفيلق 43
  - الكتيبة 68 نقل
  - الكتيبة 169 صيانة
  - الكتيبة 544 صيانة
  - الكتيبة 553 خدمة ودعم
- مجموعة دعم الفيلق 159 احتياط الجيش الأمريكي
  - الكتيبة 286 خدمة ودعم

الوحدات الطبية
اللواء الطبي 332 احتياط الجيش الأمريكي
- مجموعة الطبابة 127 الحرس الوطني لولاية ألاباما
- المستشفى 31 دعم قتالي
- المستشفى 128 دعم قتالي
- المستشفى 377 دعم قتالي احتياط الجيش الأمريكي
- المستشفى 403 دعم قتالي احتياط الجيش الأمريكي
- مجموعة الطبابة 341 احتياط الجيش الأمريكي
- مستشفى جراحة الجيش الميداني المتنقل 159 الحرس الوطني لولاية لويزيانا
- مستشفى جراحة الجيش الميداني المتنقل 475 الحرس الوطني لولاية كنتاكي
- مستشفى جراحة الجيش الميداني المتنقل 807 احتياط الجيش الأمريكي
- مستشفى جراحة الجيش الميداني المتنقل 912 احتياط الجيش الأمريكي
- المستشفى 345 دعم قتالي احتياط الجيش الأمريكي، تحوّل إلى مستشفى ميداني متنقل في يناير

قوات الإجلاء الطبي
- قوات المهام إجلاء (مؤقتة)
  - المستشفى 12 إجلاء
  - المستشفى 13 إجلاء الحرس الوطني لولاية ويسكونسن
  - المستشفى 148 إجلاء الحرس الوطني لولاية أركنساس
  - المستشفى 312 إجلاء احتياط الجيش الأمريكي
  - المستشفى 410 إجلاء احتياط الجيش الأمريكي

الشرطة العسكرية
اللواء 14 شرطة عسكرية
- الكتيبة 93 شرطة عسكرية
- الكتيبة 95 شرطة عسكرية
- الكتيبة 118 شرطة عسكرية الحرس الوطني لولاية رود آيلاند
- الكتيبة 372 شرطة عسكرية الحرس الوطني لمقاطعة كولومبيا
- الكتيبة 793 شرطة عسكرية

الاستخبارات والاتصالات
اللواء 93 إشارة
اللواء 207 استخبارات عسكرية
- الكتيبة الثانية استخبارات عسكرية
- الكتيبة 307 استخبارات عسكرية
- الكتيبة 511 استخبارات عسكرية

### قيادة القوات المشتركة الشمالية
- فيلق مصري (يُقال إنه الفيلق الثاني)[14]
  - الفرقة الثالثة مشاة ميكانيكية
  - الفرقة الرابعة مدرعة
  - فوج الحرس الوطني المصري
- الفرقة السورية
  - الفرقة التاسعة مدرعة
  - فوج القوات الخاصة (CPGW) أو اللواء 45 كوماندوز[15]
- قوة المثنّى
  - اللواء السعودي العشرون مشاة ميكانيكي
  - اللواء الكويتي الخامس والثلاثون مشاة ميكانيكي
- قوة سعد
  - اللواء السعودي الرابع مدرع
  - اللواء الكويتي الخامس عشر مشاة
- قوات قيادة القوات المشتركة الشمالية
  - كتيبة مشاة نيجيرية
  - الكتيبة الأولى طيران (القوات البرية الملكية السعودية)
  - الكتيبة الخامسة عشرة مدفعية ميدان (القوات البرية الملكية السعودية)

### قوة مشاة البحرية الأولى
الفريق أول والتر إي. بومر
- سرية المقر والخدمات
- الفرقة الأولى لمشاة البحرية (معززة)
  - الفوج الأول لمشاة البحرية (قوة المهام بابا بير)
    - الكتيبة الأولى، الفوج الأول لمشاة البحرية
    - الكتيبة الثالثة، الفوج التاسع لمشاة البحرية
    - كتيبة الدبابات الأولى

  - الفوج الثالث لمشاة البحرية (قوة المهام تارو)
    - الكتيبة الأولى، الفوج الثالث لمشاة البحرية
    - الكتيبة الثانية، الفوج الثالث لمشاة البحرية
    - الكتيبة الثالثة، الفوج الثالث لمشاة البحرية

  - الفوج الرابع لمشاة البحرية (قوة المهام غريزلي)
    - الكتيبة الثانية، الفوج السابع لمشاة البحرية
    - الكتيبة الثالثة، الفوج السابع لمشاة البحرية

  - الفوج السابع لمشاة البحرية (قوة المهام ريبر)
    - الكتيبة الأولى، الفوج الخامس لمشاة البحرية
    - الكتيبة الأولى، الفوج السابع لمشاة البحرية
    - كتيبة الدبابات الثالثة

  - الفوج الحادي عشر لمشاة البحرية (قوة المهام كينغ)
    - الكتيبة الأولى، الفوج الحادي عشر لمشاة البحرية (155T)
    - الكتيبة الثالثة، الفوج الحادي عشر لمشاة البحرية (155T)
    - الكتيبة الخامسة، الفوج الحادي عشر لمشاة البحرية (155T/155SP/203SP)

  - الكتيبة الأولى، الفوج الثاني عشر لمشاة البحرية (155T)
  - الكتيبة الثالثة، الفوج الثاني عشر لمشاة البحرية (155T)
  - كتيبة الاستطلاع الأولى[17]
  - كتيبة المشاة المدرعة الخفيفة الأولى،(معززة) (قوة المهام شيبرد)[18]
  - الكتيبة الأولى، الفوج الخامس والعشرون لمشاة البحرية (قوة المهام واردن)[19]

الفرقة الثانية لمشاة البحرية (معززة)
- (لواء النمر) اللواء الأول، الفرقة الثانية المدرعة (الجيش)
  - الكتيبة الأولى، فوج الدروع السابع والستون
  - الكتيبة الثالثة، فوج الدروع السابع والستون
- كتيبة الدبابات الثانية (مشاة البحرية الأمريكية)
- الكتيبة الثالثة، الفوج الحادي والأربعون للمشاة (ميكانيكي)
- الكتيبة الأولى، الفوج الثالث للمدفعية الميدانية (155SP)

الفوج السادس لمشاة البحرية
• الكتيبة الثانية، الفوج الثاني لمشاة البحرية
• الكتيبة الأولى، الفوج السادس لمشاة البحرية
• الكتيبة الثالثة، الفوج السادس لمشاة البحرية
• كتيبة الدبابات الثامنة (احتياط قوات مشاة البحرية الأمريكية)
الفوج الثامن لمشاة البحرية
• الكتيبة الثانية، الفوج الرابع لمشاة البحرية
• الكتيبة الأولى، الفوج الثامن لمشاة البحرية
• الكتيبة الثالثة، الفوج الثالث والعشرون لمشاة البحرية
• سرايا برافو/تشارلي من كتيبة الدبابات الرابعة (احتياط قوات مشاة البحرية الأمريكية)
الفوج العاشر لمشاة البحرية
• الكتيبة الثانية، الفوج العاشر لمشاة البحرية (155T)
• الكتيبة الثالثة، الفوج العاشر لمشاة البحرية (155T)
• الكتيبة الخامسة، الفوج العاشر لمشاة البحرية (155SP/203SP)
• الكتيبة الثانية، الفوج الثاني عشر لمشاة البحرية (155T)
• بطارية ألف، الفوج الثاني والتسعون للمدفعية الميدانية (الجيش الأمريكي، راجمات الصواريخ المتعددة راجمة صواريخ)

#### أصول الفيلق
- مجموعة الاستطلاع والمراقبة والاستخبارات الأولى[20][21]
- كتيبة الإشارة الأولى[22]

مجموعة دعم الخدمة العامة الأولى (الدعم العام)
- مجموعة الدعم العام 1
  - وحدة الدعم القتالي 131
  - وحدة الدعم القتالي 132
  - كتيبة الإمداد الثانية، (معززة)
  - كتيبة الصيانة الثانية، (معززة)
  - كتيبة النقل الآلي السادسة، (معززة)
  - كتيبة دعم الإنزال الأولى، (معززة)
  - كتيبة طب الأسنان الأولى
- مجموعة الدعم العام 2
  - كتيبة النقل الآلي السابعة، (معززة)
  - كتيبة دعم الإنزال الثانية،
  - كتيبة الطب الأولى،
  - وحدة الدعم القتالي 91

مجموعة دعم الخدمة العامة الثانية (الدعم المباشر)
- كتيبة الدعم الهندسي السابعة، (معززة)
- كتيبة الدعم الهندسي الثامنة، (معززة)
- كتيبة النقل الآلي الثامنة، (معززة)
- كتيبة الطب الثانية، (معززة)
- كتيبة طب الأسنان الثانية،

مجموعة الدعم المباشر 1
- وحدة الدعم القتالي 10
- الوحدة المتحركة للدعم القتالي 11
- الوحدة المتحركة للدعم القتالي 17

مجموعة الدعم المباشر 2
- الوحدة المتحركة للدعم القتالي 26
- الوحدة المتحركة للدعم القتالي 28

الفوج البحري الرابع والعشرون
- الكتيبة الثانية، من الفوج الرابع والعشرين من مشاة البحرية[20]
- الكتيبة الثالثة، من الفوج الرابع والعشرين من مشاة البحرية[20]

### قيادة القوات المشتركة، الشرق
- قوة "أبو بكر"
  - اللواء الثاني، من الحرس الوطني السعودي
- قوة "عثمان"
  - اللواء الثامن الميكانيكي الملكي السعودي
  - اللواء الكويتي "الفتح"
  - كتيبة مشاة آلية عمانية
  - سرية مشاة آلية بحرينية
- قوة المهام "عمر"
  - اللواء السعودي العاشر الميكانيكي
  - كتيبة ميكانيكية من الإمارات العربية المتحدة
- قوة المهام "طارق"
  - كتيبة مشاة بحرية سعودية ملكية
  - الكتيبة الميكانيكية السادسة المغربية
  - كتيبة مشاة (السنغال)

قوات قيادة القوات المشتركة، الشرق
- كتيبة ميكانيكية قطرية
- كتيبة المشاة الأولى من شرق البنغال
- كتيبة الطيران القتالي (الكويت/الإمارات)
- كتيبتا المدفعية الميدانية الرابعة عشرة والثامنة عشرة، من القوات البرية الملكية السعودية
- قوة المهندسين 5 "سيف الله" (القوات البرية الملكية السعودية)

أما في أماكن أخرى (مؤقتًا)
1. الكتيبة الميكانيكية 2/5 الكويتية
2. اللواء العماني الشمالي
3. قوة المهام "عيسى"
4. كتيبة دبابات بحرينية
5. كتيبة دبابات قطرية

## القوات العراقية
صدام حسين

### الفيلق السابع
- الفرقة 25 مشاة
- الفرقة 27 مشاة
- الفرقة 28 مشاة
- الفرقة 48 مشاة

#### الخط الثاني
- الفرقة 12 مدرعة
- الفرقة 26 مشاة
- الفرقة 31 مشاة
- الفرقة 47 مشاة

### الفيلق الرابع
اللواء الركن إياد خليل زكي
- الفرقة 16 مشاة
- الفرقة 20 مشاة
- الفرقة 30 مشاة
- الفرقة 34 مشاة
- الفرقة 36 مشاة

#### الخط الثاني
- الفرقة 1 آلية
  - اللواء 34 مدرع
  - اللواء 1 آلي
  - اللواء 27 آلي
- الفرقة 6 مدرعة
- الفرقة 21 مشاة

### الفيلق الثالث
اللواء الركن صلاح عبود محمود
- الفرقة 7 مشاة
- الفرقة 8 مشاة
- الفرقة 11 مشاة
- الفرقة 14 مشاة
- الفرقة 15 مشاة
- الفرقة 18 مشاة
- الفرقة 19 مشاة
- الفرقة 29 مشاة

#### الخط الثاني
- الفرقة 3 مدرعة
  - اللواءان 6 و12 مدرعان
  - اللواء 8 آلي
- الفرقة 5 آلية
  - اللواءان 15 و20 آليان
  - اللواء 26 مدرع
- الفرقة 35 مشاة

### الفيلق الثاني
(متمركز حول شمال الكويت)
- الفرقة 2 مشاة
- الفرقة 37 مشاة

#### الخط الثاني
- الفرقة 51 آلية

### الاحتياط
قيادة قوات الحرس الجمهوري (الفريق الركن إياد فتيح)

#### فيلق الحرس الجمهوري الأول
الفرقة المدرعة الأولى «حمورابي»
- اللواءان المدرعان 17 و18
- اللواءان الآليان 8 و9

الفرقة المدرعة الثانية «المدينة»
- اللواءان المدرعان 2 و10
- اللواء الآلي 14

الفرقة الآلية الثالثة «توكّلنا»
- اللواء المدرع 9
- اللواءان الآليان 18 و29

- الفرقة الميكانيكية الرابعة «الفاو»
- الفرقة الثامنة مشاة «الصاعقة» (قوات خاصة)

#### فيلق الحرس الجمهوري الثاني
- الفرقة الآلية الخامسة «بغداد»
  - الألوية الميكانيكية 4 و5 و6
- الفرقة الآلية السادسة «نبوخذ نصر»
  - الألوية الميكانيكية 19 و22 و23
- الفرقة الميكانيكية السابعة «عدنان»
  - اللواء المدرع 21
  - اللواءان الميكانيكيان 11 و12

#### الفيلق التاسع
- الفرقة المدرعة 10
- الفرقة المدرعة 17
- الفرقة المدرعة 52
- الفرقة 45 مشاة
- الفرقة 49 مشاة